# Димитрије Пантић
Димитрије „Мита“ Пантић је измишљени лик из филмског серијала Тесна кожа и телевизијске серије Бела лађа. Он је најстарији млађи референт који ради у предузећу чији је директор Срећко Шојић а сан му је да добије унапређење. У серијалу филмова Тесна кожа тумачио га је Никола Симић, а у Белој лађи Петар Краљ.

## Тесна кожа
Тесна кожа - Димитрије Пантић живи у стану са женом Персидом, децом Бранком, Миром и Александром, мајком и заштићеном подстанарком. Пантићу је готово очајнички потребан новац за разне захтеве своје породице - телевизор за мајку, машину за прање судова за жену, студентске потрепштине старијег сина, хонду за млађег сина који још иде у школу, као и за запослење ћерке, дипломираног правника. Како је у свом предузећу још увек млађи референт, иако има 56 година, новац је могуће набавити само преко спортске прогнозе. Пантићев најљући противник је корумпирани и необразовани директор Срећко Шојић, који га стално понижава. Када Пантићу један од кандидата за радно место Оливер Недељковић понуди три милиона динара да не „кочи“ његово запослење, он тај случај пријављује Шојићу. Међутим, Шојић прима Недељковића на посао, а новац узима за себе. Пантић, ван себе од беса, се суочава са Шојићем и саопштава му све што мисли о њему. Ипак, он успева да добије дванаест погодака на спортској прогнози и осваја седам милиона динара. Његова породица се окоми на њега да им да новац за њихове потрепштине. Пантић разбацује све паре по поду дневне собе док остали пузе око њега покушавајући да прикупе што већи део за себе. Кад сазна да је подстанарка, са којом је ионако имао доста проблема, довела и свог новог мужа у стан, Пантић се залеће у бесу и пробија врата купатила. 
Тесна кожа 2 - Пантић доживљава судар са Турчином (Јосиф Татић), који се преко Југославије враћа у своју земљу. Он у томе уочава пословну прилику, да отвори специјалан мотел само за Турке. Са Шојићем одлази на службени пут да убеди Словенце да им дају капитал за мотел. Ипак, захваљујући Шојићу, он не успева да склопи договор. Шојић саопштава колективу да је Пантић хомосексуалац, како би га што више понизио и упропастио његове пословне прилике. Кад Турчин, који је хомосексуалац, сазна за то, покуша да пољуби Пантића приликом склапања договора. Пантић га претуче, али га одводе у затвор. Кад чује Шојићево иритирајуће хркање у другој ћелији, Пантић се изнервира и пробија зид.
Тесна кожа 3 - Пантић у трамвају налази ташну пуну девиза, а кад Шојић за то сазна, покушава да преговара са њим за трећину, што овај одбија. Пантић проналази правог власника, Сотира Миливојевића (Велимир Бата Живојиновић) и враћа му новац, очекујући 10% као поштени налазач. Међутим, Сотир му само даје 60 јаја и обећава му бесплатну музику на свадби Бранка Пантића. У међувремену, Шојић се договара са колективом да га отпусти, кад Пантић долази и гађа Шојића јајима. Сотир се враћа код Пантића мислећи да му је украо део новца и почне да га бије. Пантић узима пиштољ и запрети Сотиру, затим га и сам пребије, а онда га истера из куће. Испоставља се да је Пантићева мајка узела 10%, јер „што је сигурно, сигурно је“. 
Тесна кожа 4 - На прослави годишњице предузећа, Пантићу Шојић обећава унапређење, а у ствари га отпушта. У недостатку новца, Пантић се запошљава као приватни детектив и види Шојића у мутним пословима с мафијом. Покушава да га уцењује, али Шојић му одговара да ће добити унапређење кад Шојић постане „капетан од белу лађу“. У том тренутку разбеснели Пантић насрће на Шојића.
Тесна кожа: Новогодишњи специјал - Шојић је завршио у затвору. Пантић се нада унапређењу, али на Шојићево место долази Којић, још гори директор од њега. Пантић је поново на мукама, и овога пута жели да коначно привуче пажњу на проблем руководилаца у предузећима.

## Бела лађа
У серији Бела лађа Димитрије Пантић је пензионисан и мора да продаје еротско рубље да би прехранио породицу, коју чине његова жена Персида, синови Маринко и Блашко, и кћерка Мирјана, као и унуци Филип, Мића и Кића. Несрећном игром случаја, он добија амнезију, а Шојић то искористи да га постави на плакат своје Странке здравог разума и запошљава га на фарми крокодила код Тике Шпица. Кад се Пантићу врати сећање, он на седници скупштине полива Шојића бокалом воде. Он тада напушта Странку здравог разума и оснива своју странку Поштени грађани, у коју су се учланили и гласали махом пензионери. После је Пантић завршио у болници, а његову странку преузима млађи син Благоје.